# Henriette Walter
Henriette Walter és professora emèrita de lingüística a la Universitat d'Alta Bretanya a Rennes, i directora del laboratori de fonologia a l'École pratique des hautes études a la Sorbona.
Ha editat nombroses obres de lingüística especialitzada i obres de divulgació.

## Publicacions
- en col·laboració amb André Martinet, Le dictionnaire de la prononciation française dans son usage réel, Droz, 1973.
- La phonologie du français, PUF, 1977.
- Le français dans tous les sens, prefaci d'André Martinet, Robert Laffont, 1988, ISBN 2253140015, (gran premi de l'Académie Française).
- Des mots sans-culottes, Robert Laffont, 1989
- Le dictionnaire des mots d'origine étrangère (amb Gérard Walter), Larousse, 1991
- L'aventure des langues en Occident, Robert Laffont, 1994 : una presentació accessible a les diferents llengües parlades a Europa, amb llur origen i evolució.
- L'aventure des mots français venus d'ailleurs, Robert Laffont, 1998 (Prix Louis Pauwels)
- Honni soit qui mal y pense, Robert Laffont, 2001 : interaccions entre francès i anglès.